# Eileen Barbosa
Eileen Almeida Barbosa là một nhà văn người Cabo Verde và từng là cố vấn của Thủ tướng.
Cô có bằng cử nhân về Du lịch và Tiếp thị. Năm 2005, Barbosa đã nhận được Giải thưởng Khải huyền quốc gia cho Truyện ngắn, cũng như Giải thưởng Khải huyền của Pantera về Thơ. Eileenístico, một tập truyện ngắn, được xuất bản năm 2007 
Năm 2014, Barbosa đã được chọn là một trong những người có tên trong dự án Africa39 để giới thiệu các nhà văn trẻ châu Phi đầy triển vọng, và được đưa vào tuyển tập Châu Phi39: New Writing from Africa South of Sahara (do Ellah Allfrey biên soạn, 2014). Một nhà phê bình nhận xét: "Tác phẩm yêu thích của tôi là 'Hai mảnh vỡ của tình yêu' của Eileen Almeida, và tôi hy vọng nhiều tác phẩm của cô sẽ được dịch sang tiếng Anh."  Một nhà phê bình khác gọi câu chuyện là "một tác phẩm nhẹ nhàng, trữ tình".